# Leif Ove Andsnes
Leif Ove Andsnes, född den 7 april 1970 på Karmøy, är en norsk konsertpianist. Leif Ove Andsnes är den mesta vinnaren av Spellemannprisen, med sina 11 vinster.
Leif Ove Andsnes har gett ut en lång rad skivor och fått en rad utmärkelser.

## Priser, utmärkelser och nomineringar (urval)
- Vinnare av Gammleng-prisen i klassen klassisk (Norge, 1993)
- Vinnare av Spellemannprisen i klassen orkester- og kormusikk for 'Grieg: Piano Concerto • Liszt: Piano Concerto No. 2' (med *Vinner av Spellemannprisen i klassen kammermusikk for 'Chopin: The Piano Sonatas' (Norge, 1993)
- Vinnare av Spellemannprisen i klassen kammermusikk for 'Grieg: Piano Sonata/Lyric Pieces' (Norge, 1994)
- Lindemanprisen (Norge, 1997)
- Grammy-nominerad i kategorin "Best Instrumental Soloist Performance" for 'Schumann: Piano Sonata No. 1 • Fantasy' (USA, 1998)
- Grammy-nominerad i kategorin "Best Instrumental Soloist Performance" for 'Dan långje, långje vettranåttæ' (USA, 1999)
- Vinnare av Spellemannprisen i klassen klassisk musikk for 'Haydn: Piano Concertos Nos. 3, 4 & 11' (med Det Norske Kammerorkester) (Norge, 2001)
- Grammy-nominerad i kategorin "Best Chamber Music Performance" for 'Haydn: Piano Concertos Nos. 3, 4 & 11' (USA, 2001)
- Nominerad till Spellemannprisen i klassen klassisk musikk for 'Liszt: Piano Recital' (Norge, 2002)
- Grammy-nominerad i kategorin "Best Instrumental Soloist Performance" for 'Grieg: Lyric Pieces' (USA, 2003)
- Vinnare av Spellemannprisen i klassen klassisk musikk for 'Schubert: Piano Sonata, D. 959 • 4 Lieder' (Norge, 2003)
- Vinnare av Spellemannprisen i klassen klassisk musikk for 'Grieg • Schumann • Piano Concertos' (Norge, 2004)
- Nominerad til Spellemannpriseni klassen klassisk musikk for 'Mozart: Piano Concertos 9 & 18' (Norge, 2004)
- Grammy-nominerad i kategorin "Best Chamber Music Performance" for 'Bartók: Violin Sonatas' (USA, 2005)
- Vinner av Spellemannprisen i klassen klassisk musikk for 'Rachmaninov: Piano Concertos 1 & 2' (Norge, 2006)
- Grammy-nominerad i kategorin "Best Instrumental Soloist With Orchestra" for 'Rachmaninov: Piano Concertos 1 & 2' [7] (USA, 2006)
- Nominerad till Spellemannprisen i klassen klassisk musikk for 'Horizons' (Norge, 2007)
- Ledamot av Kungliga Musikaliska Akademien (2008)